# Dnjepr-Donez-Kultur
| Prähistorische Kulturen Russlands |                         |
| Mittelsteinzeit                   |                         |
| Kunda-Kultur                      | 7400–6000 v. Chr.       |
| Jungsteinzeit                     |                         |
| Bug-Dnister-Kultur                | 6500–5000 v. Chr.       |
| Dnjepr-Donez-Kultur               | 5500–4000 v. Chr.       |
| Sredny-Stog-Kultur                | 4500–3500 v. Chr.       |
| Jekaterininka-Kultur              | 4300–3700 v. Chr.       |
| Kammkeramische Kultur             | 4200–2000 v. Chr.       |
| Fatjanowo-Kultur                  | um 2500 v. Chr.         |
| Kupfersteinzeit                   |                         |
| Nordkaspische Kultur              |                         |
| Kurgankultur                      | 5000–3000 v. Chr.       |
| Samara-Kultur                     | um 5000 v. Chr.         |
| Chwalynsk-Kultur                  | 5000–4500 v. Chr.       |
| Botai-Kultur                      | 3700–3100 v. Chr.       |
| Jamnaja-Kultur                    | 3600–2300 v. Chr.       |
| Afanassjewo-Kultur                | 3500–2500 v. Chr.       |
| Ussatowe-Kultur                   | 3300–3200 v. Chr.       |
| Glaskowo-Kultur                   | 3200–2400 v. Chr.       |
| Bronzezeit                        |                         |
| Poltavka-Kultur                   | 2700–2100 v. Chr.       |
| Potapovka-Kultur                  | 2500–2000 v. Chr.       |
| Katakombengrab-Kultur             | 2500–2000 v. Chr.       |
| Abaschewo-Kultur                  | 2500–1800 v. Chr.       |
| Sintaschta-Kultur                 | 2100–1800 v. Chr.       |
| Okunew-Kultur                     | um 2000 v. Chr.         |
| Samus-Kultur                      | um 2000 v. Chr.         |
| Andronowo-Kultur                  | 2000–1200 v. Chr.       |
| Susgun-Kultur                     | um 1700 v. Chr.         |
| Srubna-Kultur                     | 1600–1200 v. Chr.       |
| Kolchis-Kultur                    | 1700–600 v. Chr.        |
| Begasy-Dandybai-Kultur            | um 1300 v. Chr.         |
| Karassuk-Kultur                   | um 1200 v. Chr.         |
| Ust-Mil-Kultur                    | um 1200–500 v. Chr.     |
| Koban-Kultur                      | 1200–400 v. Chr.        |
| Irmen-Kultur                      | 1200–400 v. Chr.        |
| Spätirmen-Kultur                  | um 1000 v. Chr.         |
| Plattengrabkultur                 | um 1300–300 v. Chr.     |
| Aldy-Bel-Kultur                   | 900–700 v. Chr.         |
| Eisenzeit                         |                         |
| Baitowo-Kultur                    |                         |
| Tagar-Kultur                      | 900–300 v. Chr.         |
| Nosilowo-Gruppe                   | 900–600 v. Chr.         |
| Ananino-Kultur                    | 800–300 v. Chr.         |
| Tasmola-Kultur                    | 700–300 v. Chr.         |
| Gorochowo-Kultur                  | 600–200 v. Chr.         |
| Sagly-Baschi-Kultur               | 500–300 v. Chr.         |
| Jessik-Beschsatyr-Kultur          | 500–300 v. Chr.         |
| Pasyryk-Stufe                     | 500–300 v. Chr.         |
| Sargat-Kultur                     | 500 v. Chr.–400 n. Chr. |
| Kulaika-Kultur                    | 400 v. Chr.–400 n. Chr. |
| Tes-Stufe                         | 300 v. Chr.–100 n. Chr. |
| Schurmak-Kultur                   | 200 v. Chr.–200 n. Chr. |
| Taschtyk-Kultur                   | 100–600 n. Chr.         |
| Tschernjachow-Kultur              | 200–500 n. Chr.         |

Die zweistufige Dnjepr-Donez-Kultur ist eine  archäologische Kultur des 6. und 5. Jahrtausends v. Chr. in Osteuropa nördlich des Schwarzen Meeres zwischen Dnjepr und Donez. Es zeigen sich Parallelen zur etwa gleichzeitigen Samara-Kultur. Der Dnjepr-Donez-Kultur folgt die  Sredny-Stog-Kultur. 

## Wirtschaftsweise

### Dnjepr-Donez-Kultur I
Die Dnjepr-Donez-I-Kultur war eine Jäger- und Sammler-Kultur mit Keramik. Anthony datiert sie vorsichtig zwischen 5800 und 5200 v. Chr. und zeitgleich zur Bug-Dnister-Kultur.

### Dnjepr-Donez-Kultur II
Die sich von 5200–5000 bis 4400–4200 (Vertrauensintervalle der Radiokarbondatierungen) v. Chr. anschließende Dnjepr-Donez-II-Kultur war eine jungsteinzeitliche Kultur der osteuropäischen Kupferzeit, dort Äneolithikum genannt.

## Bestattungen
Die Toten wurden in gestreckter Rückenlage bestattet und mit Ocker bestreut. Neben individuellen Gräbern waren größere Gräber mit nacheinander eingebrachten Bestattungen üblich. Der Habitus scheint mesolithische Bestattungsformen zu tradieren.

## Keramik
Der frühe Gebrauch typischer spitzbodiger Transport-Keramik gleicht dem Verhalten anderer mesolithischer Kulturen in der Peripherie neolithischer Kulturen. Andere Beispiele dafür finden sich bei der Swifterbant-Kultur in den Niederlanden, Ellerbek, der Ertebølle-Kultur in Norddeutschland und Skandinavien, der Keramik des „keramischen Mesolithikums“ Belgiens und Nordfrankreichs (einschließlich der Nicht-Linear-Keramik wie der aus La Hoguette, Bliquy, Villeneuve-Saint-Germain) und bei der Roucadour-Kultur in Südwestfrankreich.

Diachrone Verbreitungskarte der regional jeweils frühesten Kultur mit Töpferware, ca. 6000–4000 v. Chr.:
Bandkeramische Kultur, neolithische Kultur
Bükker Kultur (östliche LBK, späte Entwicklungsstufe der Alföld-Linearkeramik)
Cardial- oder Impressokultur
Ertebølle-Kultur, mesolithische Kultur
Dnepr-Don-Kultur
Vinča-Kultur
La-Almagra-Kultur
Dimini-Kultur
Karanowo-Kultur
Kammkeramische Kultur, mesolithische Kultur